# Мисс Вселенная 1993
Мисс Вселенная 1993 (англ. Miss Universe 1993) — 42-й ежегодный конкурс красоты, проводился 21 мая 1993 года в Auditorio Nacional, Мехико, Мексика. За победу на нём соревновалось 79 претенденток. Победительницей стала представительница Пуэрто-Рико, 19-летняя Даянара Торрес.
Ведущим вечера стал Дик Кларк в четвёртый и последний раз, с комментариями бывших обладательниц титула «Мисс Вселенная» — Сесилия Болокко (1987) и Ангела Виссер (1989).
Это был третий раз, когда конкурс проводился в Мексике, через два года после того, как представительница этой страны стала обладательницей титула «Мисс Вселенная 1991». За несколько недель до финала участницы посетили штаты Кампече, Оахака, Сакатекас, Керетаро и мексиканский район Сочимилько для официальных мероприятий и осмотра достопримечательностей.

## Закулисье

### Место проведения и дата
13 июля 1992 года режиссёр «Miss Universe Inc.» и «Canal 13 Mexico», Ромео Флорес анонсировал, что предстоящий конкурс должен пройти в Auditorio Nacional в городе Мехико. Проведение конкурса «Мисс Вселенная» в Мексике поддержал президент Мексики — Карлос Салинас Aside from Mexico City, the candidates also visited the states of Campeche, Oaxaca, Zacatecas, Querétaro, and the borough of Xochimilco for official activities before the final competition..
За несколько дней до проведения финала, президент «Miss Mexico Organization», Карлос Гуэрреро анонсировал, что финал конкурса «Мисс Вселенная» пройдёт в 1995 году. Конкурс прошёл в Намибии, первой африканской стране, принимавшей «Мисс Вселенную». И лишь в 2007 году «Мисс Вселенная» финал вновь прошёл в Мексике.

### Отбор участников
Для участия в конкурсе были отобраны участницы из семидесяти девяти стран и территорий. Одна участница была выбрана в замен выбывшей участницы.

#### Замены
Представительница Эстонии — Лилия Юксвярав была заменена из-за несовершеннолетия. Первая Вице-мисс — Керсти Тенавсуу, впервые в истории дебютировала от Эстонии на конкурсе «Мисс Вселенная».

#### Дебют, возвращение и отказавшиеся страны
В этом конкурсе дебютировала представительница Свазиленда, Чехии и Эстонии. Вернулись — Белиз, Гана, Гонконг, Италия и Тринидад и Тобаго. Все они участвовали в последний раз в 1991 году Pavlína Babůrková of the Czech Republic was originally crowned as Miss Czechoslovakia 1992, but after the split of the Czech Republic and Slovakia, Babůrková represented the Czech Republic..
Юлия Этина, представительница СНГ отказалась от участия по нераскрытым причинам, через несколько дней после прибытия в Мексику. Страны, входящие в Содружество Независимых Государств, в итоге стали участвовать в соревнованиях отдельно, начиная с 1994 года. Бермудские острова, Острова Кука, Египет, Кения и Китайская Республика отказались от участия по нераскрытым причинам.
Индира Судиро из Индонезии участвовала в этом выпуске, но отказалась от участия в конкурсе из-за противоречий, связанных с её участием в конкурсе.

### Инциденты во время соревнований
Конкурс был омрачен освистыванием толпы после того, как представительница Мексики — Анжелина Гонсалес не смогла войти в Топ-10 национального конкурса костюмов или в финал в качестве одной из 10 полуфиналисток. В частности, это касалось представительницы США — Кении Мур. Стране, которой принадлежит Мисс Вселенная. Во время представления судей, один из судей, мексиканец Хосе Луис Куэвас и Лупита Джонс, победительница Мисс Вселенная 1991, были освистаны зрителями, особенно после того, как представительница Мексики не заняла призовое место.
Это продолжалось в период выхода участниц в купальниках и интервью. Зрители успокоились только во время выступления 
Публика в National Auditorium успокоилась только после музыкального номера с участием Мишель Маклин, а участницы пели и танцевали под песню «Get on Your Feet». Всеобщее освистывание прекратилось после выхода участниц в вечерних платьях, вопросы от судей, финальным вопросом и коронацией победительницы, без серёезных инцидентов.

## Результаты

### Места
| Место               | Участница |
| ------------------- | --- |
| Мисс Вселенная 1993 | - Пуэрто-Рико — Даянара Торрес                                                                                      |
| 1-я вице-мисс       | - Колумбия — Паула Бетанкур                                                                                         |
| 2-я вице-мисс       | - Венесуэла — Милка Чулина                                                                                          |
| Топ-6               | - Австралия — Вони Дельфос - США — Кения Мур - Индия — Намрата Широдкар                                             |
| Топ-10              | - Бразилия — Лейла Кристин Шустер - Чехия — Павлина Барбукова - Финляндия — Тарья Смура - Испания — Евгения Сантана |

### Специальная награда
| Награда              | Победитель                  |
| -------------------- | --------------------------- |
| Мисс Фотогеничность  | - Испания – Евгения Сантана |
| Мисс Конгениальность | - Гана – Джамиля Данзуру    |

#### Лучший национальный костюм
| Награда                    | Победитель                    |
| -------------------------- | ----------------------------- |
| Лучший национальный костюм | - Норвегия – Ине Беате Странд |
| 1-я Вице-мисс              | - Ливан – Самайя Чадрауи      |
| 2-я Вице-мисс              | - Турция – Ипек Гумусоглу     |

### Полуфинальные оценки
| \| Страна \| Купальный костюм \| Интервью \| Вечернее платье \| Средний балл \| \| ----------- \| ---------------- \| ---------- \| --------------- \| ------------ \| \| Венесуэла \| 9.336 (2) \| 9.843 (1) \| 9.526 (4) \| 9.568 (1) \| \| Австралия \| 9.624 (1) \| 9.267 (8) \| 9.743 (2) \| 9.545 (2) \| \| Колумбия \| 9.267 (4) \| 9.508 (2) \| 9.815 (1) \| 9.530 (3) \| \| Пуэрто-Рико \| 9.114 (6) \| 9.314 (6) \| 9.507 (5) \| 9.312 (4) \| \| Индия \| 8.886 (9) \| 9.429 (3) \| 9.582 (3) \| 9.299 (5) \| \| США \| 9.136 (5) \| 9.367 (5) \| 9.367 (7) \| 9.290 (6) \| \| Бразилия \| 8.936 (8) \| 9.297 (7) \| 9.496 (6) \| 9.243 (7) \| \| Чехия \| 9.286 (3) \| 9.154 (9) \| 9.171 (8) \| 9.204 (8) \| \| Финляндия \| 9.043 (7) \| 9.407 (4) \| 9.091 (10) \| 9.180 (9) \| \| Испания \| 8.800 (10) \| 8.914 (10) \| 9.167 (9) \| 8.960 (10) \| | Победительница 1-я Вице-мисс 2-я Вице-мисс Топ-6 Финалисток Топ-10 Полуфиналисток (#) Ранг в каждом туре конкурса |            |                 |              |
| Страна | Купальный костюм                                                                                                  | Интервью   | Вечернее платье | Средний балл |
| Венесуэла | 9.336 (2) | 9.843 (1)  | 9.526 (4)       | 9.568 (1)    |
| Австралия | 9.624 (1) | 9.267 (8)  | 9.743 (2)       | 9.545 (2)    |
| Колумбия | 9.267 (4) | 9.508 (2)  | 9.815 (1)       | 9.530 (3)    |
| Пуэрто-Рико | 9.114 (6) | 9.314 (6)  | 9.507 (5)       | 9.312 (4)    |
| Индия | 8.886 (9) | 9.429 (3)  | 9.582 (3)       | 9.299 (5)    |
| США | 9.136 (5) | 9.367 (5)  | 9.367 (7)       | 9.290 (6)    |
| Бразилия | 8.936 (8) | 9.297 (7)  | 9.496 (6)       | 9.243 (7)    |
| Чехия | 9.286 (3) | 9.154 (9)  | 9.171 (8)       | 9.204 (8)    |
| Финляндия | 9.043 (7) | 9.407 (4)  | 9.091 (10)      | 9.180 (9)    |
| Испания | 8.800 (10) | 8.914 (10) | 9.167 (9)       | 8.960 (10)   |

### Топ
| 1. Колумбия 2. Австралия 3. Индия 4. Испания 5. Чешская Республика 6. Пуэрто-Рико 7. США 8. Бразилия 9. Финляндия 10. Венесуэла | 1. Венесуэла 2. США 3. Австралия 4. Пуэрто-Рико 5. Индия 6. Колумбия 1. Колумбия 2. Венесуэла 3. Пуэрто-Рико |

## Судьи
- Мария Кончита Алонсо — Кубино-венесуэльская певица и актриса.
- Альва Росс Китт — американская горнолыжница и бронзовая медалистка на Чемпионате мира по горнолыжному спорту 1993.
- Марьяна Ван Блариком — Бывший президент Hollywood Foreign Press Association.
- Хосе Луис Куевас — Мексиканский художник и скульптор.
- Памела Дэннис — Американский модельер.
- Гленн Дэниелс — Кастинг-директор.
- Кэйко Мацуи — Японский джазовый исполнитель.
- Майкл Дорн — Афроамериканский актёр.
- Лупита Джонс — победительница Мисс Вселенная 1991

## Участницы
Список участниц:
| Страна/Территория                   | Участница                | Возраст | Родной город/регион         |
| ----------------------------------- | ------------------------ | ------- | --------------------------- |
| Аргентина                           | Алисия Андреа Рамон      | 19      | Ресистенсия                 |
| Аруба                               | Дайан Эскалона           | 19      | Ораньестад                  |
| Австралия                           | Вони Дельфос             | 18      | Брисбен                     |
| Австрия                             | Розмари Брукнер          | 21      | Вена                        |
| Багамские Острова                   | Мариэтта Ричина Сэндс    | 24      | Нассау                      |
| Бельгия                             | Сандра Джойн             | 24      | Антверпен                   |
| Белиз                               | Мелани Смит              | 20      | Белиз                       |
| Боливия                             | Роксана Ариас            | 19      | Санта-Крус-де-ла-Сьерра     |
| Бразилия                            | Лейла Кристин Шустер     | 21      | Сан-Паулу                   |
| Виргинские Острова (Великобритания) | Ронда Ходж               | 19      | Род-Таун                    |
| Болгария                            | Лилия Коева              | 18      | София                       |
| Канада                              | Нэнси Энн Элдер          | 21      | Калгари                     |
| Острова Кайман                      | Памела Эбэнкс            | 19      | Джорджтаун                  |
| Чили                                | Савка Поллак             | 19      | Сантьяго                    |
| Колумбия                            | Паула Бетанкур           | 21      | Летисия                     |
| Коста-Рика                          | Каталина Родригес        | 19      | Эредия                      |
| Кюрасао                             | Эльза Рузендаль          | 19      | Виллемстад                  |
| Кипр                                | Фотини Спиридонос        | 19      | Ларнака                     |
| Чехия                               | Павлина Барбукова        | 19      | Нови-Бор                    |
| Дания                               | Мария Хирсе              | 21      | Копенгаген                  |
| Доминиканская Республика            | Одалисса Родригес        | 21      | Санто-Доминго               |
| Эквадор                             | Арианна Мандини Кляйн    | 19      | Гуаякиль                    |
| Сальвадор                           | Кэтрин Мендес            | 20      | Сан-Сальвадор               |
| Эстония                             | Керсти Тянавсуу          | 20      | Таллин                      |
| Финляндия                           | Тарья Смура              | 22      | Хельсинки                   |
| Франция                             | Вероник де ла Круз       | 18      | Гваделупа                   |
| Германия                            | Верона Пут               | 25      | Гамбург                     |
| Гана                                | Джамила Харуна Данзуру   | 25      | Кумаси                      |
| Великобритания                      | Кэтрин Миддлтон          | 24      | Честерфилд                  |
| Греция                              | Кристина Манусси         | 21      | Афины                       |
| Гуам                                | Шарлин Гуматао           | 21      | Агат                        |
| Гватемала                           | Диана Гальван            | 19      | Гватемала                   |
| Гондурас                            | Дениа Рейес              | 18      | Ла-Сейба                    |
| Гонконг                             | Эмили Ло                 | 19      | Гонконг                     |
| Венгрия                             | Зсанна Парди             | 20      | Балатонфюред                |
| Исландия                            | Мария Рун Хафлидадоттир  | 20      | Рейкьявик                   |
| Индия                               | Намрата Широдкар         | 22      | Мумбаи                      |
| Ирландия                            | Шэрон Эллис              | 22      | Корк                        |
| Израиль                             | Яна Ходыркер             | 20      | Реховот                     |
| Италия                              | Элиза Джакасси           | 21      | Верчелли                    |
| Ямайка                              | Рэйчел Стюарт            | 20      | Кингстон                    |
| Япония                              | Юкико Сики               | 24      | Такарадзука                 |
| Ливан                               | Самайя Чадрауи           | 19      | Джуния                      |
| Люксембург                          | Натали дос Сантос        | 18      | Люксембург                  |
| Малайзия                            | Люси Нараянасами         | 18      | Бантинг                     |
| Мальта                              | Роберта Борг             | 18      | Корми                       |
| Маврикий                            | Даниэль Паскаль          | 26      | Порт-Луи                    |
| Мексика                             | Анхелина Гонсалес        | 18      | Сан-Франсиско-де-Кампече    |
| Намибия                             | Аня Шродер               | 23      | Виндхук                     |
| Нидерланды                          | Анжелика ван Зален       | 22      | Хемстеде                    |
| Новая Зеландия                      | Карли Киннэрд            | 19      | Окленд                      |
| Никарагуа                           | Луиза Уркуйо             | 18      | Манагуа                     |
| Нигерия                             | Рихоль Гбиниги           | 19      | Лагос                       |
| Северные Марианские Острова         | Виктория Тодела          | 20      | Сайпан                      |
| Норвегия                            | Ине Беате Странд         | 21      | Бускеруд                    |
| Панама                              | Жизель Гонсалес          | 20      | Сантьяго-де-Верагуас        |
| Парагвай                            | Каролина Барриос         | 18      | Энкарнасьон                 |
| Перу                                | Дебора де Соуза-Peixoto  | 24      | Лима                        |
| Филиппины                           | Мелинда Джоанна Галлардо | 22      | Манила                      |
| Польша                              | Маржена Вольска          | 23      | Варшава                     |
| Португалия                          | Мариса Круз              | 18      | Лиссабон                    |
| Пуэрто-Рико                         | Даянара Торрес           | 18      | Тоа-Альта                   |
| Румыния                             | Анжелика Никоара         | 20      | Липова                      |
| Сингапур                            | Ренага Деви              | 23      | Сингапур                    |
| Республика Корея                    | Ёо Ха Ёунъ               | 18      | Сеул                        |
| Испания                             | Евгения Сантана          | 19      | Лас-Пальмас-де-Гран-Канария |
| Шри-Ланка                           | Чамила Викрамесингхе     | 21      | Коломбо                     |
| Суринам                             | Жан Чжан                 | 18      | Парамарибо                  |
| Свазиленд                           | Данила Файас             | 18      | Манзини                     |
| Швеция                              | Йоханна Линд             | 21      | Отвидаберг                  |
| Швейцария                           | Валери Бовард            | 21      | Во                          |
| Таиланд                             | Чаттарика Уболсири       | 21      | Бангкок                     |
| Тринидад и Тобаго                   | Рэйчел Чарльз            | 19      | Тобаго                      |
| Турция                              | Ипек Гумусоглу           | 21      | Стамбул                     |
| Теркс и Кайкос                      | Мишель Миллс             | 22      | Гранд-Терк                  |
| США                                 | Кения Мур                | 22      | Детройт                     |
| Виргинские Острова (США)            | Шерил Симпсон            | 19      | Санта-Крус                  |
| Уругвай                             | Мария Фернанда Наварро   | 19      | Монтевидео                  |
| Венесуэла                           | Милка Чулина             | 19      | Маракай                     |

## Замечания
1. ↑  На момент участия в конкурсе